# Stan Cullis
Stanley „Stan“ Cullis (* 25. Oktober 1916 in Ellesmere Port; † 28. Februar 2001 in Malvern) war ein englischer Fußballnationalspieler, der als Spieler, Co-Trainer und Trainer viele Jahre bei den Wolverhampton Wanderers verbrachte.

## Spielerkarriere

### 1934 bis 1947: Wolverhampton Wanderers
Cullis kam bereits als Jugendlicher zu den Wolverhampton Wanderers und spielte zunächst in verschiedenen Nachwuchsmannschaften des Vereins. Am 16. Februar 1935 gab er bei einer 2:3-Niederlage gegen Huddersfield Town sein Debüt in der ersten Mannschaft, die damals in der Football League First Division, der ersten Liga spielte. Zunächst wurde er nur sporadisch eingesetzt, ab der Saison 1936/37 war er jedoch Stammspieler und wurde kurz danach Mannschaftskapitän.
Unter Cullis spielten die Wolves (Wölfe) sehr erfolgreich, was zwei zweite Plätze in der Liga 1938 und 1939 sowie das Erreichen des FA-Cup-Finals 1939 belegen. Durch den Ausbruch des Zweiten Weltkriegs wurde seine Karriere dann allerdings unterbrochen. Zwar absolvierte während des Kriegs noch 34 Spiele für Wolverhampton und einige Gastauftritte für Liverpool, Fulham und den FC Aldershot, jedoch verbrachte er die für einen Spieler eigentlich besten Jahre hauptsächlich im Militärdienst bei der Royal Air Force.
Nach Kriegsende spielte Cullis nur noch eine Saison (1946/47) für die Wolves, bevor er seine Spielerkarriere aufgrund einer Verletzung beendete und ins Trainergeschäft einstieg. Insgesamt absolvierte er 171 Spiele für die Wanderers, 152 davon in der Liga.

### 1937 bis 1939: Englische Nationalmannschaft
Cullis spielte bei einem 5:1-Sieg gegen Irland am 23. Oktober 1937 zum ersten Mal für die Three Lions. Vor dem Krieg absolviert er noch 12 weitere Länderspiele. Im letzten dieser Spiele – gegen Rumänien – ersetzte er den vor der Partie angeschlagenen  etatmäßigen Kapitän Eddie Hapgood und kam so zu der Ehre, sein Land mit 22 Jahren anzuführen. Während des Kriegs fanden nur so genannte Wartime Internationals (Länderspiele im Krieg) statt, von denen er 20 absolvierte, die allerdings nicht als volle Länderspiele gewertet wurden. In zehn dieser 20 Spiele war er Mannschaftskapitän.

## Trainerkarriere

### 1948 bis 1964: Wolverhampton Wanderers
Nach seinem Karriereende wurde Cullis Co-Trainer unter Ted Vizard bei Wolverhampton. Nach nur einer Saison wurde er zum Cheftrainer befördert und gewann prompt den FA Cup (3:1 gegen Leicester), wodurch er zum jüngsten Trainer, dem dies je gelang, wurde. Außerdem war es der erste wichtige Titel für den Verein seit 1908.
Während der nächsten Jahre wurden die Wölfe eine der erfolgreichsten englischen Mannschaften und gewannen 1953, 1958 und 1959 die englische Meisterschaft. 1960 folgte noch ein FA-Cup-Gewinn und der Vizemeistertitel, bevor die Mannschaft Anfang der 1960er Jahre immer weniger Erfolge feiern konnte. Als Konsequenz dessen wurde Cullis 1964 entlassen und kündigte trotz eines Angebotes von Juventus Turin an, nie mehr als Trainer arbeiten zu wollen.

### 1965 bis 1970: Birmingham City
Nach einigen repräsentativen Aufgaben als Handelsvertreter nahm er dann aber doch ein Angebot von Birmingham City an, konnte seine vorherigen Erfolge jedoch nicht wiederholen und trat 1970 zurück, womit er sein Fußballengagement endgültig beendete.

## Nach dem Fußball
Nach seinem Rücktritt arbeitete Cullis in einem Reisebüro in seiner neuen Heimat Malvern, wo er bis zu seinem Tod lebte. Er starb am 28. Februar 2001 im Alter von 84 Jahren.
Nach seinem Tod wurde eine Tribüne im Molineux-Stadion von den Wolverhampton Wanderers nach ihm benannt (Stan Cullis Stand) und 2003 wurde er in die englische Hall of Fame des Fußballs aufgenommen, um seine langjährigen Dienste für den Fußball zu würdigen.